# Kind-Chaudron-Verfahren
Das Kind-Chaudron-Verfahren, auch als Kind-Chaudron-Schachtbohrsystem bezeichnet, ist ein Schlagbohrverfahren, das zum Bohren von Schächten verwendet wurde. Das Verfahren war im 19. Jahrhundert das vorherrschende Schachtbohrverfahren in standfestem, wasserführendem Gebirge. Das Verfahren wurde bis zu einer Teufe von 400 Metern genutzt. Mit dem Kind-Chaudron-Verfahren wurden ab der Mitte des 19. Jahrhunderts in Europa eine Vielzahl von Schächten erstellt.

## Geschichte
Im Jahr 1849 erbohrte der deutsche Ingenieur Kind in der Ortschaft Schönecken, in der Nähe von Saarbrücken, einen Schacht in „totem Wasser“. Er ließ die Schachtstöße mit wasserdichtem Schachtausbau versehen. Dieser Ausbau bestand aus Holz und war mit eisernen Reifen verstärkt. Nachdem Kind das Verfahren erstmals getestet hatte, ging der belgische Ingenieur Joseph Chaudron ab dem Jahr 1854 dazu über, die gusseiserne Cuvelage regelmäßig in Schächten bis 3,65 Metern zu verwenden. Chaudron konstruierte auch die Moosbüchse, die bei diesem Verfahren für den wasserdichten Abschluss erforderlich war. Nach dem Jahr 1915 wurde das Kind-Chaudron-Verfahren durch andere Verfahren wie das Gefrierverfahren oder das Zementierverfahren verdrängt.

## Erforderliche Geräte und Werkzeuge

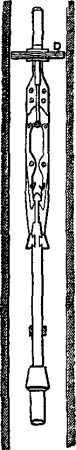
Bohrgestänge

Für das Verfahren ist ein etwa 20 Meter hoher Bohrturm erforderlich. An dem Bohrturm ist eine Seilscheibe für das Förderseil montiert. Unterhalb der Seilscheibe sind zwei verlagerte und abgestrebte Schienen angebaut, die als Tragschienen für mehrere Laufkräne dienen. Zum Ein- und Ausfördern des Bohrgestänges und der Löffel befindet sich an einer Seite eine Kabelmaschine und auf der anderen Seite eine Bohrmaschine. Angetrieben werden die Maschinen mittels Dampfkraft. Für das eigentliche Bohren werden zwei spezielle Bohrer von unterschiedlicher Größe benötigt. Der kleinere der beiden Bohrer hat, je nach Erfordernis, eine Schneidenbreite von 1,5 bis 2,5 Metern und wiegt bis zu 15 Tonnen. Der große Bohrer hat, je nach Erfordernis, eine Schneidenbreite von vier bis fünf Metern und wiegt bis zu 25 Tonnen. Die Schneiden der Bohrer bestehen aus einer Reihe auswechselbarer Stahlzähne. Um die Bohrer im Schacht hin- und herzubewegen, greift die Bohrmaschine am Kraftarm des Bohrschwengels an, der mit einer Handsteuerung versehen ist. Der Bohrschwengel besteht entweder aus mit Eisen beschlagenem Eichenholz oder aus vernieteten Eisenteilen. Das Bohrgestänge besteht ebenfalls aus mit Eisenbeschlägen versehenem Eichenholz. Um das Bohrklein aus dem Sumpf zu entfernen, wird ein Schlammlöffel verwendet, der aus einem Zylinder aus Eisenblech besteht. Der Zylinder ist 3,86 Meter hoch und ist im Durchmesser kleiner ist als die Schneidenbreite des kleineren Bohrers. Am Boden des Zylinders sind zwei Klappen, durch die das Bohrklein in den Zylinder gelassen wird.

## Der Bohrvorgang
Zunächst wird mit dem kleineren Bohrer ein Vorbohrschacht mit dem Durchmesser dieses Bohrers erstellt. Der Vorschacht wird bis zum Grundwasserspiegel oder zumindest bis zu einer Teufe von zehn Metern erstellt. Hierfür wird der Bohrer mit einem Gestänge etwa 0,8 Meter angehoben und anschließend auf das Gestein fallen gelassen. Aufgrund des Gewichtes dringt der Bohrer einen Teil in das Gestein und zertrümmert es etwas. Anschließend wird der Bohrer wieder angehoben und etwas horizontal gedreht. Dann wird er erneut fallen gelassen, wieder angehoben und wieder etwas gedreht. Dieser Vorgang wird etwa 25 mal pro Minute wiederholt. Dabei bildet sich allmählich ein rundes Bohrloch. Wenn sich in dem Bohrloch bereits eine Menge Bohrklein angesammelt hat, wird der Bohrer gegen den Löffel getauscht und das Bohrklein mit dem Löffel nach oben gefördert. Es wird in der Regel zwischen drei und vier Stunden gebohrt und erst danach gelöffelt. Danach wird immer abwechselnd gebohrt und anschließend das Bohrklein aus dem Vorschacht gelöffelt. Wenn der Vorschacht seine Mindestteufe erreicht hat, wird der Bohrturm direkt über dem Vorschacht aufgebaut. Danach wird der Vorschacht mit dem großen Bohrer nach dem gleichen Prinzip auf den erforderlichen Schachtdurchmesser aufgebohrt. Dabei gilt, je tiefer der Vorschacht erbohrt ist, desto besser lässt sich nachher der wasserdichte Ausbau in Form der Cuvelage einbringen. Nachdem der Schacht in seinem vollen Durchmesser einige Meter erbohrt ist, wird von oben die Cuvelage eingehängt. Anschließend muss der Vorschacht wieder vorgebohrt werden. So wird im Wechsel dann vorgebohrt, erweitert und der Ausbau eingebracht. Da der Ausbau erst verzögert nach den Bohrarbeiten eingebracht wird, ist es zwingend erforderlich, dass das Gebirge standfest ist.

## Probleme und deren Beseitigung
Aufgrund der verwendeten Materialien kam es anfangs wiederholt zu Problemen durch Brechen des hölzernen Gestänges. Insbesondere die Holzstangen, an denen die Bohrmeißel befestigt waren, brachen beim Auftreffen auf der Schachtsohle. Um dieses Risiko zu minimieren, wurden unterschiedliche Zwischenstücke zwischen das Bohrgestänge und die Bohrmeißel gesetzt. Bis zu einer Teufe von 200 Metern wird die Rutschschere verwendet, über 200 Meter Teufe die Freifalleinrichtung. Die Rutschschere besteht aus einem stählernen Gestänge mit Scherengelenken. Sie wird mit schwereren Meißeln bestückt als die Freifalleinrichtung. Bei Verwendung der Rutschschere leidet das Gestänge mehr als bei Verwendung der Freifalleinrichtung. Die Freifalleinrichtung, eine Erfindung von Kind, besteht aus einer großen Lederscheibe, die oberhalb des Meißels am Bohrgestänge befestigt wird. Durch diese Vorrichtung werden die Erschütterungen, die beim Aufschlagen des Bohrers auf das Gestein entstehen, nicht auf das Bohrgestänge übertragen.